# Tropidophis celiae
Tropidophis celiae là một loài rắn trong họ Tropidophiidae. Loài này được Hedges Estrada & Diaz miêu tả khoa học đầu tiên năm 1999.